# Iyabo Anisulowo
Iyabo Anisulowo hay Iyabo Veronica Anishulowo (nhũ danh Ajibogun) là tên của một nhà giáo dục và cũng là tên của một nữ chính trị gia phục vụ lâu năm trong chính phủ liên bang Nigeria. Bà là một trong những chính trị gia xuất chúng và luôn kêu gọi quyền bình đẳng giới ở châu Phi. Ban đầu bà là giáo viên, nhưng dần dần bà lên làm bộ trưởng liên bang và cả thượng nghị sĩ.

## Sự nghiệp
Iyabo Veronica Anishulowo tham gia chính trị vào năm 1991 ngay khi bà được bổ nhiệm làm bí thư của chính quyền địa phương (bang Ogun). Một năm sau, bà trở thành ủy viên của Ủy ban phục vụ dân sự bang Ogun (tên tiếng Anh: Ogun State Civil Service Commission). Bên cạnh đó, bà còn làm đại biểu đại diện cho nông nghiệp, việc phát triển nông thôn, tài nguyên nước và cả bộ trưởng bộ giáo dục trong suốt nhiệm kì của tống thống Sanni Abacha (từ năm 1993 đến năm 1998). Tuy nhiên bà đã rời bộ giáo dục để tranh cử cho chức thống đốc của Đảng Nhân dân (tiếng Anh: All people party).
Sau khi bà bị cáo buộc là rút N500.000 (hơn 32 triệu tiền Việt Nam) và N700.000 (hơn 45 triệu tiền Việt Nam) thì vào ngày 15 tháng 10 năm 2004, bà bị thượng nghị sĩ Isa Mohammed (người đại diện cho Đảng Dân chủ (People's Democratic Party)) tấn công trực diện. Dĩ nhiên, bà ấy đã phủ nhận cáo buộc này bằng cách nói rằng số tiền ấy là dùng cho cuộc họp của Liên minh Nghị viện Thế giới tại Geneva, Thụy Sĩ vào năm đó. Đến hiện tại, bà vẫn chưa bị truy tố hay kết án với bất kì tội danh nào.